# 山崎猛 (俳優)
山崎 猛（やまざき たけし、1944年11月10日 - 2008年2月22日）は、日本の俳優。旧名は山崎 洋（やまざき ひろし）。趣味は水泳、テニス。

## 人物・略歴
日本大学芸術学部卒業。
1956年、劇団若草入団。エヌ・エー・シーを経て、1982年からは東京俳優生活協同組合（俳協）に所属し、脇役として数多くのテレビドラマに出演した。
2008年2月22日、呼吸不全のため死去、63歳没。

## 出演

### 映画
- 裸の町（1957年、東京映画） - 増山光男
- 幽霊繁盛記（1960年、東京映画） - 貞吉
- がんばったねお母さん（1987年、学研映画） - 父親

### テレビドラマ
- 第7の男（1964年 - 1965年、CX / 東北新社）
- ウルトラシリーズ（TBS / 円谷プロ）
  - ウルトラQ（1966年）
    - 第21話 「宇宙指令M774」 - 星川航空パイロット
    - 第24話 「ゴーガの像」 - N2

  - ウルトラセブン 第13話「V3から来た男」（1967年） - 宇宙ステーションV3戦闘隊員
- 快獣ブースカ 第4話「ブースカ月へ行く」（1966年、NTV / 東宝 / 円谷プロ） - チンピラ、金星人（2役）
- 特別機動捜査隊（NET / 東映）
  - 第347話「ゆきずりの女」（1968年）
  - 第421話「東京の流れの中で」（1969年） - 治郎
  - 第427話「日本人」（1970年） - 正一
- 恋愛術入門 第8話「明日は休診」（1970年、TBS）
- 鬼平犯科帳 第61話「あほうがらす」（1970年、NET / 東宝） - 彦太郎
- 銭形平次（CX / 東映）
  - 第299話「負けるな母ちゃん」（1970年）
  - 第366話「罠にはまった道行」（1973年）
- ありがとう（1970年 - 1975年、TBS） - 鶴田文夫、山本一夫
- 千葉周作 剣道まっしぐら 第7話「北斗をめざせ！」（1970年、TBS）- 三次
- 一心太助 （1971年 - 1972年、CX） - 源次
- 刑事くん（第1部）第45話「別れの旅」（1972年、TBS）
- ジャンボーグA 第4話「危うし! ジャンボーグA」（1973年、NET/ 円谷プロ） - PAT宇宙航空研究所所員 ※ノンクレジット
- 太陽にほえろ!（NTV / 東宝）
  - 第8話「真夜中の刑事たち」（1972年） - 「宗吉」店員
  - 第179話「親と子の条件」（1975年） - 秋田
  - 第613話「ヘッドハンター」（1984年） - 少女の父親
  - 第630話「必死のマミー」（1984年） - 所轄署交通課署員
  - 第676話「地図にない道」（1985年） - 宮田の同僚
  - 第703話「加奈子」（1986年） - ラウンジアンアンの客
  - 太陽にほえろ! PART2
    - 第2話「探偵物語」（1986年） - 平田の知人
    - 第9話「見知らぬ侵入者」（1987年） - 大日教育図書社員
- 影同心 第7話「首狩り殺し節」（1975年、MBS / 東映） - 格助
- 大江戸捜査網 （12ch / 三船プロ）
  - 第225話「闇の帝王を裁け!」（1976年） - 文七
  - 第527話「大奥に住む女夜叉」（1982年）
- NHK朝の連続テレビ小説（NHK）
  - 『雲のじゅうたん』（1976年）
  - 『本日も晴天なり』（1981年）
  - 『おしん』（1984年）
  - 『天うらら』（1998年）
  - 『すずらん』（1999年）
- ロボット110番 第21話「宇宙へなんか行かないで」（1977年、ANB）
- 東芝日曜劇場 / 松本清張おんなシリーズ・指（1979年、TBS）
- 熱中時代 刑事編 第17話「熱中刑事vs幽霊泥棒」（1979年、NTV） - 屋台の客
- ザ・ハングマン 燃える事件簿 第1話「七つの黒いバラ」（1980年、ABC / 松竹芸能） - 所轄署刑事
- 大河ドラマ
  - 獅子の時代（1980年） - 巡査
  - おんな太閤記（1981年） - 足軽
  - 峠の群像（1982年） - 和泉屋仁助
  - 徳川家康（1983年） - 湯浅五助
  - 山河燃ゆ』（1984年）
  - 春の波涛（1985年） - 記者
  - 翔ぶが如く（1990年） - 役人
  - 徳川慶喜（1998年） - 土岐大隅守頼徳
- おしん（1983年、NHK）
- スーパー戦隊シリーズ（ANB / 東映）
  - 科学戦隊ダイナマン 第25話「謎のゲラゲラ地獄」（1983年） - 志村英三
  - 光戦隊マスクマン 第14話「青空への大脱出!」（1987年） - ミライとルイの父
- 特捜最前線（ANB / 東映）
  - 第308話「いつか逢った悪女!」（1983年）
  - 第366話「44000人の標的!」（1984年）
  - 第378話「レイプ・妻に捧げる完全犯罪!」（1984年）
  - 第413話「眠れ父よ、季節はずれの雛人形!」（1985年）
  - 第426話「海外特派員殺人ミステリー!」（1985年）
- 西部警察 PART-III 第14話「マシンZ・白昼の対決」（1983年） - 田辺年明
- メタルヒーローシリーズ（ANB / 東映）
  - 宇宙刑事シャイダー 第6話「不思議料理の逆襲」（1984年） - シゲルの父
  - ビーファイターカブト 第6話「桜祭りで大乱戦!!」（1996年） - 菊之介
  - ビーロボカブタック 第16話「美味しい仲間新登場」（1997年）
- 東映不思議コメディーシリーズ（CX / 東映）
  - 勝手に!カミタマン（1985年）
    - 第19話「長寿庵の中華三兄弟」 - 日本そばの声
    - 第30話「タクアンの西海岸物語」 - おしんこの声

  - もりもりぼっくん 第13話「知蘭博士の愛のムチ」（1986年） - サラリーマン
  - じゃあまん探偵団 魔隣組 第9話「誰がために金はある」（1988年） - 間貫一の部下
- 少年（1986年10月25日、NHK）
- 親子ジグザグ（1987年、TBS）
- 仮面ライダーシリーズ（東映）
  - 仮面ライダーBLACK 第11話「飢えた怪人たち」（1987年、MBS） - 記者会見の説明
  - 仮面ライダーアギト 第10話「銀の点と線」、第11話「繋がる過去」（2001年、ANB） - 松井（葦原涼の叔父）
  - 仮面ライダー響鬼 第36話「飢える朱鬼 」（2005年、ANB）
- さすらい刑事旅情編 第11話「九州縦断SL列車“あそBOY”号 火の国の女の殺意」（1988年、ANB / 東映）
- 火曜サスペンス劇場 / 松本清張スペシャル・危険な斜面（1990年、NTV）
- 輝け隣太郎（1995年、TBS）
- 大地の子（1995年、NHK）
- 家政婦は見た! 第7話「人気作家の豪邸に妖しい幽霊…」※連続ドラマ版（1997年、テレビ朝日）
- 渡る世間は鬼ばかり（TBS）

### ビデオ
- ウルトラマンネオス 第3話「海からのSOS」（2000年、VAP / 円谷プロ） - 初老の警察官
- ゲゲゲの鬼太郎「妖怪奇伝魔笛エロイムエッサイム」（1987年、東映） - 烏天狗の声